# جشنواره فیلم ترایبکا
جشنواره فیلم ترایبکا (به انگلیسی: Tribeca Film Festival) جشنواره‌ای است که در سال ۲۰۰۲ توسط رابرت دنیرو و جین رزنتال در واکنش به رویداد حملات ۱۱ سپتامبر ۲۰۰۱ به برج‌های مرکز تجارت جهانی و به منظور همدردی با بازماندگان واقعه در محله ترایبکا منهتن بنیان گذاشته شد. این جشنواره پس از چند سال برگزاری و به‌ویژه در ششمین دوره آن تبدیل به جشنواره‌ای نسبتاً معتبر و بین‌المللی شد. این جشنواره از نخستین دوره برگزاری مورد توجه قرار گرفت و سالانه بیش از دو میلیون تماشاگر و حدود ۴۲۰ میلیون دلار درآمد دارد.
جشنواره ترایبکا که به منظور کمک به شناساندن دوباره نیویورک به عنوان یک مرکز فیلمسازی راه‌اندازی شد، افزون بر تلاش برای دستیابی به تجربه‌ای نوین در برگزاری یک جشنواره مستقل، مشارکت در بازسازی بلندمدت محله منهتن نیویورک را نیز یکی از اهداف خود در نظر گرفته بود. جایزه‌های این جشنواره در بخش‌های بهترین فیلم داستانی، بهترین فیلمساز داستانی تازه‌کار، بهترین بازیگر مرد و زن فیلم داستانی، بهترین مستند و بهترین مستندساز تازه‌کار، به برندگان داده می‌شوند.

## بخش‌های جشنواره

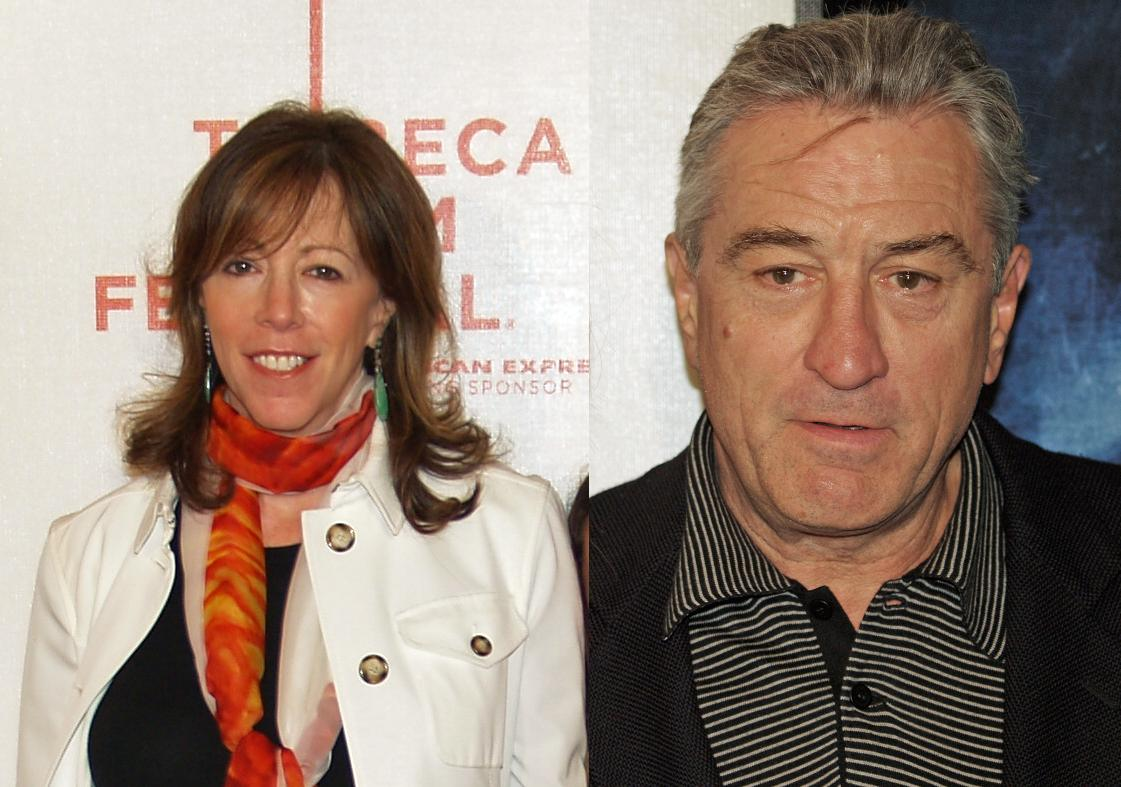
رابرت دنیرو و جین رزنتال، بنیان‌گذاران جشنواه ترایبکا

- مسابقه داستانی سینمای جهان
- مسابقه مستند سینمای جهان
- برخوردها
- نیمه شب
- مرکز توجه
- ویترین
- ترمیم شده/از نو کشف‌شده
- کشف/دیسکاوری
- جشن/گالا
- رویدادهای ویژه